# Esiliiga B 2013
L'Esiliiga B 2013 è stata la prima edizione della nuova terza divisione del campionato di calcio estone, che fino all'anno precedente corrispondeva al campionato di II Liiga. Si è disputata tra marzo e novembre 2013.
Il campionato è stato vinto dal Kalju Nõmme II, formazione riserve della prima squadra militante in Meistriliiga.

## Squadre partecipanti
Delle dieci squadre partecipanti all'Esiliiga B, due provengono dall'Esiliiga 2012 e otto dalla II Liiga. Altre tre squadre della scorsa stagione di II Liiga, Lokomotiv Jõhvi, Tulevik Viljandi e Vändra Vaprus sono salite direttamente in Esiliiga.
Prima dell'inizio del campionato, il Lootus Kohtla-Järve si è fuso con la squadra concittadina dell'Alko, prendendo la nuova denominazione di Järve Kohtla-Järve.
| Club               | Città        | Stadio                     | Posizione 2012                      |
| ------------------ | ------------ | -------------------------- | ----------------------------------- |
| Ararat/TTÜ         | Tallinn      | Sportland Arena            | 5º nel girone Nord/Est di II Liiga  |
| Dünamo Tallinn     | Tallinn      | Sőle Gümnaasium Stadium    | 6º nel girone Nord/Est di II Liiga  |
| Elva               | Elva         | Stadio Elva                | 4º nel girone Sud/Ovest di II Liiga |
| Flora Tallinn III  | Tallinn      | Sportland Arena            | 8º nel girone Sud/Ovest di II Liiga |
| HÜJK Emmaste       | Emmaste      | Stadio Männiku (a Tallinn) | 1º nel girone Sud/Ovest di II Liiga |
| Järve Kohtla-Järve | Kohtla-Järve | Stadio Spordikeskuse K-J   | 10° in Esiliiga                     |
| Kalev Sillamäe 2   | Sillamäe     | Stadio Kalevi              | 2º nel girone Nord/Est di II Liiga  |
| Kalju Nõmme II     | Tallinn      | Stadio Hiiu                | 3º nel girone Nord/Est di II Liiga  |
| Pärnu              | Pärnu        | Stadio Pärnu Kalev         | 9° in Esiliiga                      |
| TJK Legion         | Tallinn      | Sportland Arena            | 4º nel girone Nord/Est di II Liiga  |

## Classifica finale
|  | Pos. | Squadra             | Pt | G  | V  | N | P  | GF  | GS  | DR  |
|  | ---- | ------------------- | -- | -- | -- | - | -- | --- | --- | --- |
|  | 1.   | Kalju Nõmme II      | 82 | 36 | 26 | 4 | 6  | 91  | 37  | +54 |
|  | 2.   | Pärnu               | 79 | 36 | 25 | 4 | 7  | 114 | 53  | +61 |
|  | 3.   | Kalev Sillamäe 2    | 66 | 36 | 19 | 9 | 8  | 81  | 53  | +28 |
|  | 4.   | Ararat/TTÜ          | 63 | 36 | 20 | 3 | 13 | 77  | 50  | +27 |
|  | 5.   | HÜJK Emmaste        | 61 | 36 | 18 | 7 | 11 | 69  | 45  | +24 |
|  | 6.   | Elva                | 46 | 36 | 13 | 7 | 16 | 56  | 64  | -8  |
|  | 7.   | TJK Legion          | 44 | 36 | 13 | 5 | 18 | 55  | 77  | -22 |
|  | 8.   | Dünamo Tallinn      | 31 | 36 | 9  | 4 | 23 | 42  | 86  | -44 |
|  | 9.   | Flora Tallinn III * | 26 | 36 | 8  | 2 | 26 | 40  | 107 | -67 |
|  | 10.  | Järve Kohtla-Järve  | 17 | 36 | 4  | 5 | 27 | 26  | 79  | -53 |

(*)squadra ineleggibile per la promozione.

### Play-off
|                  | Risultati |                  | Luogo e data               |  |
| ---------------- | --------- | ---------------- | -------------------------- |  |
| Kalev Sillamäe 2 | 1 - 4     | Tulevik Viljandi | Sillamäe, 17 novembre 2013 |  |
| Tulevik Viljandi | 3 - 2     | Kalev Sillamäe 2 | Viljandi, 23 novembre 2013 |  |
|                  |           |                  |                            |  |

Il Kalev Sillamäe 2 perde i play-off e rimane in Esiliiga B.

### Play-out
|                | Risultati |                | Luogo e data              |  |
| -------------- | --------- | -------------- | ------------------------- |  |
| Infonet II     | 6 - 1     | Dünamo Tallinn | Tallinn, 17 novembre 2013 |  |
| Dünamo Tallinn | 0 - 5     | Infonet II     | Tallinn, 23 novembre 2013 |  |
|                |           |                |                           |  |

La Dünamo Tallinn perde i play-off e retrocede in II Liiga.

## Verdetti
- Kalju Nõmme II e  Pärnu promossi in Esiliiga 2014.
- Dünamo Tallinn retrocesso in II Liiga dopo i play-out.
- Flora Tallinn III e  Järve Kohtla-Järve inizialmente retrocessi in II Liiga e poi ripescati.